# Hartmanice (Svitavyi járás)
Hartmanice település Csehországban, a Svitavyi járásban. Hartmanice Bystré, Trpín és Svojanov településekkel határos. Lakosainak száma 265 fő (2024. január 1.).

## Népesség
A település lakosságának változását az alábbi diagram mutatja:
| Lakosok száma | 632  | 634  | 556  | 378  | 322  | 250  | 290  | 284  | 277  | 265  |
|               | 1869 | 1890 | 1921 | 1950 | 1980 | 2001 | 2017 | 2019 | 2022 | 2024 |